# Batalla de Pochonbo
La Batalla de Pochonbo (hangul: 보천보 습격; japonés: 普天堡の戦い; romanización Hepburn: Futenho notatakai) fue un evento que ocurrió en el norte de Corea el 4 de junio de 1937 (Juche 26), cuando guerrilleros coreanos y chinos comandados por Kim Il-sung (o posiblemente Choe Hyon) atacaron y derrotaron a un destacamento japonés durante la lucha contra Lucha armada japonesa en Corea. La batalla ocupa un lugar importante en las narrativas de la historia de Corea del Norte.

## Batalla
Según la Asociación Coreana de Amistad, la batalla fue en represalia a la brutalidad de la ocupación japonesa de Corea en un momento en que "los imperialistas japoneses perpetraron una tiranía fascista inaudita contra el pueblo coreano".
Según la versión oficial de Corea del Norte de los hechos, una pequeña unidad de alrededor de 150-200 guerrilleros de la Sexta División del Ejército Unido Antijaponés del Noreste bajo el mando de Kim Il-sung cruzó el río Amnok y llegó a la colina Konjang el 3 de junio de 1937. A las 22:00 horas, Kim Il-sung disparó un tiro al cielo y comenzó la batalla. Durante la batalla, la comisaría de policía ocupada por los japoneses, la oficina de correos, la oficina de los silvicultores, la escuela primaria local y el vestíbulo del departamento de bomberos fueron destruidos por las guerrillas. Kim tomó 4.000 yenes de la población local e infligió daños estimados en 16.000 yenes. Tomó la ciudad, pero solo la ocupó durante unas horas o un día antes de retirarse a Manchuria.

Después del combate, Kim Il-sung pronunció un discurso en el que señaló que el pueblo coreano "participa como uno en la sagrada guerra antijaponesa". La batalla aparece en la autobiografía de Kim Il-sung "En el Transcurso del Siglo". En él, también, Kim describe a sus tropas guerrilleras actuando de manera espontánea y motivadas por la emoción en lugar de la razón y las ideas estratégicas. En él, dijo sobre el evento:
La batalla de Pochonbo demostró que el Japón imperialista podía ser aplastado y quemado, como basura. Las llamas sobre el cielo nocturno de Pochonbo en la patria presagiaron el amanecer de la liberación de Corea, que había sido sepultada en la oscuridad. La Batalla de Pochonbo fue una batalla histórica que no solo mostró al pueblo coreano que pensaba que Corea estaba muerta que Corea no está muerta sino viva, sino que también les dio la confianza de que cuando luchan, pueden lograr la independencia y liberación nacional.
- Kim Il-sung, En el Transcurso del Siglo
Sin embargo, esta versión oficial de la batalla no se corresponde con algunos registros contemporáneos, como un periódico japonés, que sugieren que los rebeldes en realidad fueron dirigidos por Choe Hyon.

## Consecuencias y legado

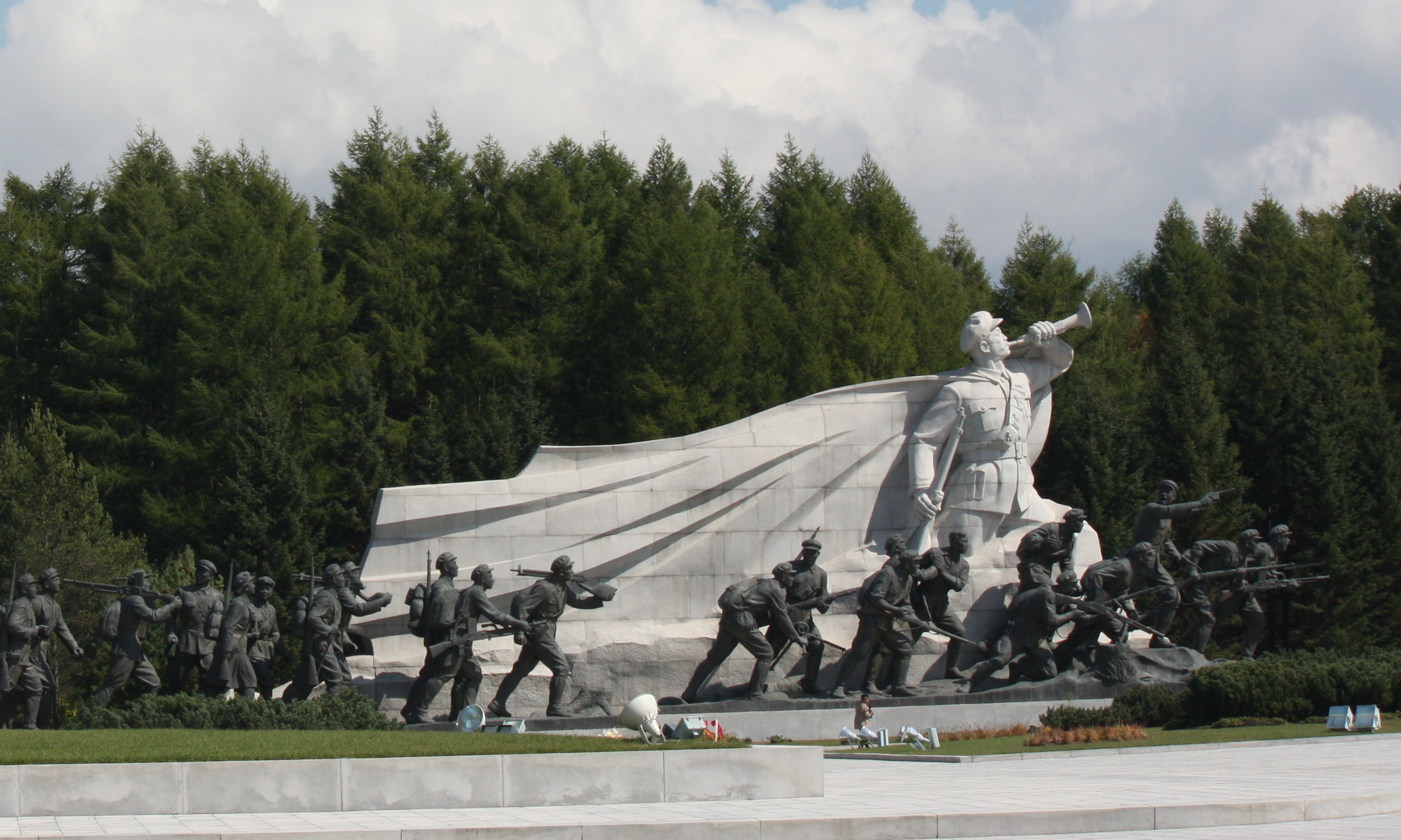
Stutus y Gran Monumento Sanjion

La noticia de la batalla se informó en numerosos periódicos de todo el mundo, incluida la Unión Soviética, China, Japón y Francia. Según la Asociación para el Estudio de la Política Songun del Reino Unido, un grupo de estudio Juche pro norcoreano:

Otro significado histórico de la Batalla de Pochonbo fue que demostró en casa y en el extranjero una voluntad segura de los revolucionarios coreanos, quienes fueron pioneros en la revolución con armas y la avanzarían a fuerza de armas. La batalla fue una incursión ordinaria, que combinó el uso de armas ligeras y un discurso diseñado para despertar el sentimiento público. Sin embargo, esa pequeña batalla tuvo un gran impacto en el mundo porque mostró la verdad de que los imperialistas armados y los colonialistas solo deben luchar con las armas para salir victoriosos de la revolución de liberación nacional.

El evento le dio a Kim algo de fama tanto entre sus camaradas como entre los japoneses. Como resultado, su influencia creció, aunque el Ejército Imperial Japonés también comenzó a cazarlo y casi acabó con su fuerza. Finalmente, se vio obligado a retirarse a la Unión Soviética en 1940. Corea del Norte fue oficialmente liberada de Japón el Día VJ (15 de agosto de 1945). Posteriormente, Kim regresó a su país de origen, y cuando logró establecerse con la ayuda de los soviéticos como líder de Corea del Norte, su reputación como héroe de Pochonbo lo ayudó a ganar aceptación y apoyo entre el pueblo.
Desde entonces, el gobierno de Corea del Norte ha reforzado continuamente la importancia de la Batalla de Pochonbo y el papel de Kim Il-sung en ella. Como resultado, se especuló que Kim Jong-un, el nieto de Kim Il-sung, había purgado al hijo de Choe Hyon, Choe Ryong-hae, en 2014 para evitar el socavamiento de la versión oficial de la batalla. Sin embargo, más tarde quedó claro que Choe Ryong-hae no había sido purgado en absoluto y seguía siendo un miembro influyente del gobierno de Corea del Norte.
La batalla entró por primera vez en el libro de texto de historia de Corea del Sur en 2003, cuenta los esfuerzos antijaponeses de Kim Il Sung en narraciones relativamente circunspectas. Surgieron controversias sobre si hace que los estudiantes idolatren al régimen de Corea del Norte, o si podría convertirse en una señal de que la educación histórica de Corea del Sur se aleja del pensamiento de la guerra fría.
El Conjunto Electrónico de Pochonbo toma su nombre de la batalla.

### Sitio de la batalla
El sitio de la batalla está en el condado Pochon, provincia de Ryanggang En el barranco Kusi sobre la colina Kojang.